# Prokaryota
I procarioti (Prokaryota), dal greco πρό (pro - «prima») e κάρυον (karyon - «nucleo»), sono uno dei due domini tassonomici in cui classicamente sono suddivisi gli organismi viventi. Includono due regni, Archaea e Bacteria, e sono caratterizzati dall'essere privi di un sistema endomembranoso; soprattutto mancano di un nucleo strutturato, al contrario degli eucarioti che rappresentano l'altro dominio.
Il raggruppamento è eterogeneo e comprende organismi unicellulari o, al più, coloniali, di dimensioni dell'ordine del micrometro, ma variabili per oltre tre ordini di grandezza (da 0,1-0,2 μm di alcuni archea e ultramicrobacteria ai 700 di Epulopiscium fishelsoni), tendenzialmente poveri di compartimentazione cellulare, come organuli o altre suddivisioni interne. Il materiale genetico è disperso nel nucleoide, mentre la parete esterna è per lo più formata da proteine e peptidoglicani nei batteri e pseudomureina negli archeobatteri.
Contro la precedente definizione classica, che non prevedeva organuli a parte i ribosomi, dal 2003 l'individuazione dell'acidocalcisoma in molti differenti microorganismi infranse tale regola e, accomunando i regni dei viventi, chiarì alcuni aspetti sulla comune origine della vita. Si pensa che alcuni procarioti, sviluppatisi nelle acque, siano stati i primi organismi apparsi sulla Terra.

## Storia tassonomica
I procarioti, nel sistema a cinque regni, erano stati inseriti nel gruppo monere, ultima classificazione comunemente accettata con questo nome, da Robert Whittaker nel 1969, mutuando il nome phylum monera, dalla classificazione di Ernst Haeckel (Monera, una sua pubblicazione del 1870), taxon comprendente tutti gli organismi unicellulari. Successivamente, il phylum fu elevato al rango di regno nel 1925 da Édouard Chatton, ma già negli anni 1930 viene considerato obsoleto data la limitatezza della tecnica microscopica in vivo dell'epoca.
Nella classificazione di Carl Woese, risalente al 1990 il raggruppamento viene definito come polifiletico, avendo già nel 1977 individuato gli archeobatteri come un'unità tassonomica definita e filogeneticamente distante dai batteri, suddividendo gli organismi in tre distinti domini. La divisione in due domini è quindi considerata da alcuni autori superata e più recentemente si è affermata una classificazione in tre domini, sufficientemente condivisa dalla comunità scientifica.
Il raggruppamento in due domini viene comunque rivalutato da altri autori e considerato tassonomicamente valido, pur se definito differentemente rispetto alle classificazioni passate. Radhey Gupta appoggia il sistema a due imperi, sostenendo anche che la differenza principale nei procarioti differenzia quelli circondati da un'unica membrana - monodermi, compresi batteri e archeobatteri gram-positivi, o due - didermi, compresi i batteri gram-negativi. Altre suddivisioni in due dei viventi sono state proposte nel corso del tempo, come la Eocyte hypothesis del 1984 di James A. Lake accomunante alcuni Archea e gli Eucarioti, così come l'ipotesi neomura di Cavalier-Smith del 2002 che li riunisce in toto.

## La cellula dei procarioti (procellula)
Le cellule dei procarioti, oltre che del nucleo, mancano di molte delle strutture interne tipiche di quelle degli eucarioti, come i mitocondri, il reticolo endoplasmatico, i cloroplasti, vacuoli o i lisosomi e l'apparato di Golgi. Benché generalmente non abbiano strutture interne limitate da membrane, nei cianobatteri si trovano numerose strutture membranose chiamate mesosomi, che contengono la maggior parte dei citocromi e degli enzimi respiratori e gli enzimi per la sintesi dei componenti della parete, e che intervengono nella divisione cellulare. Pur essendo dotate di membrana plasmatica e in qualche caso di parete cellulare, le cellule procariote sono prive di membrana nucleare; la molecola di DNA circolare si trova pertanto nel citoplasma, fissata alla membrana cellulare da una struttura detta desmosoma. Si riproducono solo per scissione binaria (riproduzione usata anche dai protisti) e non per mitosi.

### Dimensioni e forme
Le dimensioni della cellula procariote variano a seconda dell'organismo considerato pur risultando di solito di pochi micrometri. 
Qualche specie come ad esempio i generi di Bdellovibrio, Treponema e Mycoplasma non raggiunge nemmeno il micron.
Alcune specie per esempio l'Achromatium tuttavia posseggono dimensioni eccezionali nell'ordine di un centinaio di micron.
La forma mostra una certa variabilità, può essere sferoidale (nei cocchi), allungata e dritta (bacilli o batteri), ondulata (spirilli), allungata, flessibile e avvolta a spirale (spirochete) e simile a una virgola (vibrioni).
Forme del tutto particolari sono presenti negli Archibatteri quale ad esempio la forma quadrata, piatta, caratteristica di alcune specie alofile.
Tra le forme particolari possiamo ricordare anche quella di Caulobacter e di Hyphimicrobium che vivono attaccate al substrato mediante un peduncolo.

### Struttura

Esempio tipico di cellula procariote

La cellula procariota ha una struttura estremamente semplice.
All'esterno, a ridosso della membrana citoplasmatica o plasmalemma, si trova quasi sempre una parete, all'esterno di essa può essere presente un rivestimento esterno variabile come composizione e che può essere indicato con nomi differenti (capsula, glicocalice, strato mucoso,...), dalla cellula possono sporgere strutture quali flagelli e pili.
Alcuni Procarioti presentano inoltre delle strutture particolari dette prosteche. Esse consistono in prolungamenti sottili della cellula, delimitati dalla parete. 
A seconda degli organismi sono state proposte diverse funzioni per le prosteche, quali aumentare la superficie di assorbimento dell'organismo, rallentare la sedimentazione in ambiente acquatico, essere coinvolte nel processo di riproduzione.
La membrana batterica è anche coinvolta nel processo di divisione cellulare, nella formazione del setto e nella segregazione dei cromosomi nelle cellule figlie. Questo compito è svolto da una particolare struttura, detta mesosoma, che è un'invaginazione della membrana cellulare alla quale è attaccato il cromosoma.
All'interno del plasmalemma, che può presentare invaginazioni più o meno approfondite, è localizzato il citoplasma, in cui si trovano il nucleoide (ve ne possono essere anche più di uno), e altro materiale genetico costituito dai plasmidi, dai ribosomi, da corpiccioli di vario tipo, enzimi, sostanze di riserva e diverse molecole (zuccheri, acidi organici e inorganici, nucleotidi, ioni ecc.).

#### Rivestimento esterno
Per rivestimento esterno si intende una struttura che ricopre il batterio all'esterno della parete cui è probabilmente associata. Essa al microscopio elettronico appare come una struttura lassa, più o meno fibrillare, di dimensione variabile.
In alcuni casi (Hyphomicrobium) essa ha proprietà adesive e serve per fissare il batterio al substrato.
Con l'esclusione di alcuni Bacillus, il rivestimento esterno è solitamente formato da polisaccaridi (omopolisaccaridi o eteropolisaccaridi), la cui composizione cambia a seconda dell'organismo. 
Per esempio nella capsula dell'Acetobacter xylinum, batterio aerobico la principale costituente è la cellulosa, che viene sintetizzata in quantità elevate da questo batterio.
Le funzioni della capsula di rivestimento esterno sono quelle di riconoscimento e di adesione alla superficie (riconoscimento di cellule dell'ospite che viene infettato dal batterio, come per esempio l'adesione del vibrione del colera alle cellule dell'intestino tenue ecc.)

#### Parete cellulare
La maggior parte dei procarioti è provvista di una parete più o meno rigida. 
La funzione della parete è quella di proteggere questi organismi dalla lisi che potrebbe venire indotta dalla diversa pressione osmotica fra l'interno della cellula batterica e il mezzo esterno. 
Tale ruolo di contenimento viene svolto per esempio negli Eubatteri dal peptidoglicano.
Trattamenti che intaccano l'integrità del peptidoglicano (penicillina, lisozima) causano la lisi della cellula batterica qualora essa si trovi in ambiente ipotonico.
Altre funzioni importanti della parete riguardano il riconoscimento di altri sistemi cellulari, nel caso della membrana esterna dei batteri Gram negativi, la protezione da agenti tossici (lisozima, proteine leucocitarie).
Tali ruoli di protezione e riconoscimento sono peculiari della parete nei batteri in cui tale struttura rappresenta lo strato più esterno dell'organismo.
Nei batteri in cui è presente un rivestimento esterno della parete è, di solito, tale struttura a essere principalmente coinvolta nei processi di riconoscimento e protezione.

#### Flagelli e pili
I flagelli si distinguono dai pili per le maggiori dimensioni. I pili, infatti, sono visibili solo al microscopio elettronico e di solito sono più numerosi. Entrambe le strutture sono costituite da subunità proteiche (rispettivamente denominate flagellina e pilina) avvolte a spirale, in modo da delimitare una cavità interna.
Nei flagelli la flagellina viene a costituire un lungo filamento cavo che si inserisce in un manicotto ripiegato, da cui si distacca un breve corpo cilindrico. 
Il numero, le dimensioni e la disposizione dei flagelli variano a seconda dei batteri considerati. I flagelli sono responsabili del movimento dei batteri che posseggono tali strutture. Particolarmente interessante è la capacità dei Procarioti flagellati di muoversi in funzione delle differenze di composizione del mezzo in cui si trovano. I batteri sono ad esempio in grado di riconoscere dei gradienti di concentrazione di certe sostanze presenti nel mezzo e, a seconda che si tratti di sostanze attraenti (di solito nutrienti) o repellenti (di norma tossiche), di muoversi verso le zone di maggiore o minore concentrazione (movimenti chemiotattici). In modo analogo possono muoversi rispondendo a gradienti di concentrazione dell'ossigeno (movimenti aerotattici) o, nel caso dei batteri fotosintetici flagellati, alla presenza di zone diversamente illuminate (movimenti fototattici) o , nei Batteri magnetotattici, al variare del campo magnetico (movimenti magnetotattici) o in base al campo gravitazionale (movimenti geotattici).

## Metabolismo dei procarioti
- Eterotrofi (parassiti, simbionti, saprofiti).
- Autotrofi (chemioautotrofi e fotoautotrofi).
- Aerobi obbligati, Anaerobi facoltativi o Anaerobi obbligati.

## Classificazione
Secondo la teoria dello zoologo Ernst Haeckel, le monere o procarioti costituiscono un insieme di organismi unicellulari, privi di nucleo e compartimentazione, ritenuti la prima forma di materia vivente e capostipite del regno animale e vegetale per la presunta affinità con entrambi. Essi apparvero sulla Terra, presumibilmente, all'incirca 4 miliardi di anni fa.
Il mondo microbico è uno dei più complessi gruppi di organismi classificati tassonomicamente. Durante la breve storia della microbiologia, gli organismi studiati dai microbiologi sono stati tradizionalmente inclusi nel regno vegetale o animale, per quest'ultimo in particolare nel sottoregno dei protozoi, secondo l'originaria tassonomia formulata da Linneo.
Nessuna di queste classificazioni, storicamente, poteva considerarsi soddisfacente. Alcune alghe per esempio erano incorporate nel regno vegetale perché ritenute capaci di fotosintetizzare, mentre altre, in quanto dotate di motilità, erano classificate come appartenenti al regno animale.
Nacque così l'esigenza di rivedere la tradizionale sistematica biologica, e di introdurre tre nuovi regni. Il metodo di classificazione di Whittaker definì dunque 5 regni e i membri del mondo microbiologico vennero inseriti in 4 di essi (con esclusione del regno animale). Nella fattispecie, il regno Monera includeva i batteri, organismi procarioti senza membrana nucleare né membrane che incorporano organelli, e le alghe azzurre. I miceti, eucarioti, vennero classificati nel regno dei Funghi al pari di muffe e lieviti.
Nel 1977, Carl Woese e George Fox dell'università dell'Illinois condussero un'analisi filogenetica comparativa, basata sulle sequenze del DNA e dell'RNA della piccola subunità ribosomiale 16S. Questa permise la distinzione dei procarioti nei due diversi regni, Eubacteria e Archeabacteria, modificati poi nel 1990 in Bacteria e Archaea.
La netta distinzione tra Batteri e Archaea è considerata valida da una gran parte degli studiosi attuali, tuttavia alcuni studiosi (p.es. Cavalier-Smith) ne hanno ridotto la validità, riconducendo gli Archeobatteri all'interno del regno Bacteria, che diverrebbe quindi l'unico regno del dominio Prokaryota.
È inoltre controversa l'ulteriore partizione del taxon Bacteria. Il Bergey's Manual of Determinative Bacteriology è il sistema riconosciuto per la tassonomia batterica. L'ottava edizione separa il regno monera in due divisioni (per alcuni sottoregni, per altri phyla):
- cianobatteri
- batteri

Carl Woese riconosce invece all'interno dei Batteri almeno 6 gruppi principali, mentre gli Archaea si dividerebbero in Crenarcheota e Euryarcheota. Un esempio recente (2007) derivato dall'impostazione di Woese si può trovare in Fukami-Kobayashi.
Per Cavalier-Smith, il regno Bacteria si divide nei due sottoregni Negibacteria (con 6 divisioni) e Unibacteria (con 2 divisioni, tra cui Archaebacteria).

## Superclassificazione
| Mundus      | Biota / Vitae / Eobiontes      | Biota / Vitae / Eobiontes      | Biota / Vitae / Eobiontes      | Biota / Vitae / Eobiontes      | Biota / Vitae / Eobiontes      | Biota / Vitae / Eobiontes      | Biota / Vitae / Eobiontes      | Biota / Vitae / Eobiontes      | Biota / Vitae / Eobiontes      | Biota / Vitae / Eobiontes      | Biota / Vitae / Eobiontes      | Biota / Vitae / Eobiontes | Abiotic / Mineralia |
| Arborea     | Terroa / Terrabiota / Geobiota | Terroa / Terrabiota / Geobiota | Terroa / Terrabiota / Geobiota | Terroa / Terrabiota / Geobiota | Terroa / Terrabiota / Geobiota | Terroa / Terrabiota / Geobiota | Terroa / Terrabiota / Geobiota | Terroa / Terrabiota / Geobiota | Terroa / Terrabiota / Geobiota | Terroa / Terrabiota / Geobiota | Terroa / Terrabiota / Geobiota | (Eso-Terroan / Exobiota?) |                     |
| Superimpero | Ribosa                         | Ribosa                         | Ribosa                         | Ribosa                         | Ribosa                         | Ribosa                         | Ribosa                         | Ribosa                         | Ribosa                         | Aribosa                        | Aribosa                        |                           |                     |
| Impero      | Cytota                         | Cytota                         | Cytota                         | Cytota                         | Acytota / Aphanobionta         | Acytota / Aphanobionta         | Acytota / Aphanobionta         | Acytota / Aphanobionta         | Acytota / Aphanobionta         | Xenobiota                      | Prioni                         |                           |                     |
| Dominio     | Eukaryota                      | Eukaryota                      | Prokaryota                     | Prokaryota                     | Virii                          | Virii                          | Virii                          | Phagia                         | Phagia                         |                                |                                |                           |                     |
| Subdominio  | Unikonta                       | Bikonta                        | Archaea                        | Bacteria                       | DNAvirus                       | RNAvirus                       | Retrovirus                     | Bacteriophaga                  | Virophaga                      |                                |                                |                           |                     |
| ----------- | ------------------------------ | ------------------------------ | ------------------------------ | ------------------------------ | ------------------------------ | ------------------------------ | ------------------------------ | ------------------------------ | ------------------------------ | ------------------------------ | ------------------------------ | ------------------------- | ------------------- |

Legenda:
- Mineralia / Abiotic[14] - fattori non viventi[15] (materia ambientale dell'ecosistema[16])
- Biota / Vitae / Eobiontes[17][18] - fattori viventi (sistemi in uno stato energetico di disequilibrio stazionario in grado di dirigere una serie di reazioni chimiche[19])
  - (Arborea: Exobiota)[20] - eventuale vita extraterrestre[21];
  - Arborea: Terroa / Terrabiota / Geobiota[22] - vita terrestre[23];
    - Aribosa[24] -Organismi biologici non contenenti RNA o DNA, o molecole proteiche capaci di riproduzione[25];
      - Xenoribosa / Xenobiota
      - Prioni;

    - Ribosa[26][27] - viventi basati su RNA o DNA;
      - Acytota / Aphanobionta[28][29] - vita non cellulare[30][31];
        - Virus;
          - Virusa

        - Phage
          - Virophaga
          - Bacteriophaga

      - Cytota[32] - vita cellulare;
        - Eukaryota;
          - Unikonta
          - Bikonta

        - Prokaryota.
          - Archaea
          - Bacteria